# Dodd–Frank Wall Street Reform and Consumer Protection Act
Lire en ligne

Texte de la loi

La loi Dodd-Frank, ou Dodd–Frank Wall Street Reform and Consumer Protection Act en anglais, est une loi du Congrès des États-Unis adoptée en 2010. Elle est le principal volet législatif de la réforme du marché financier engagée durant la présidence de Barack Obama à la suite de la crise des subprimes et la crise financière et économique qui s'en est ensuivie.
Le titre complet de la loi, signée par le président Barack Obama le 21 juillet 2010, explicite ses objectifs :
« Une loi pour promouvoir la stabilité financière des États-Unis en améliorant l'accountability (la responsabilisation) et la transparence dans le système financier, pour mettre fin au too big to fail, pour protéger le contribuable américain en mettant fin aux sauvetages financiers (ending bailouts), pour protéger le consommateur des pratiques de services financiers abusifs, et pour d'autres objectifs. »
Divisée en 16 titres et couvrant 848 pages, la loi englobe de nombreux aspects différents (création d'agences réglementaires, renforcement de la réglementation et modification des pouvoirs de la Securities and Exchange Commission (SEC), limitation des investissements d'entités bancaires dans des fonds d'investissement et des activités pour compte propre avec la règle Volcker, encadrement et compensation de certains produits dérivés financiers, etc.) et est considérée comme l'un des plus gros changements du cadre réglementaire depuis le New Deal, inversant — au moins partiellement — le mouvement de déréglementation et de déréglementation financière engagé depuis Carter. Réforme d’ampleur du système financier, le texte prévoit qu’un grand nombre de règles soient édictées par les agences de régulation, dans le cadre du processus de mise en œuvre de la nouvelle réglementation. La rédaction de plus de 200 règles et près de 70 études est à la charge de 11 différents régulateurs, initialement durant les 18 mois suivant la signature du texte le 21 juillet 2010. Devant la charge de travail considérable, le processus a pris beaucoup de retard ; fin janvier 2012, les régulateurs avaient finalisé un peu plus de 40 règles sur le total des 235 règles à écrire, dont 163 avec une échéance fixée par le texte. Les onze agences impliquées dans le processus avaient généré à cette date 41 rapports et 71 études dans le cadre de ces travaux.
La loi Dodd-Frank est assouplie le 22 mai 2018, réduisant de 38 à 12 le nombre de banques sous la haute surveillance de la Réserve fédérale américaine.

## Nom de la loi et vote
En juin 2009, l'administration Obama publia son projet de réforme des marchés financiers, le White Paper on Financial Regulatory Reform.
Le nom de la loi provient de deux de ses inspirateurs originels, le député Barney Frank, qui a déposé une proposition de loi le 2 décembre 2009, et le sénateur Chris Dodd, qui préside le Comité du Sénat des États-Unis sur la Banque, le Logement et les Affaires urbaines (en).
La loi a été votée par le 111e Congrès, à majorité démocrate, les suffrages se répartissant selon les lignes de fracture des deux partis, républicain et démocrate. La Chambre des représentants vota la proposition de loi H.R. 4173, “The Wall Street Reform and Consumer Protection Act of 2009” le 11 décembre 2009 (223 voix contre 202) et le Sénat vota sa propre proposition, le “Restoring American Financial Stability Act of 2010”, le 20 mai 2010 (59 voix contre 39).
Le projet est ensuite passé devant le Comité de conférence du Congrès chargé d'uniformiser les deux versions concurrentes du texte. La Chambre des représentants accepta ce nouveau texte le 30 juin 2010 (237 voix contre 192) ; le Sénat suivit le 15 juillet, et le président Barack Obama signa et promulgua la loi le 21 juillet 2010.

## Dispositions

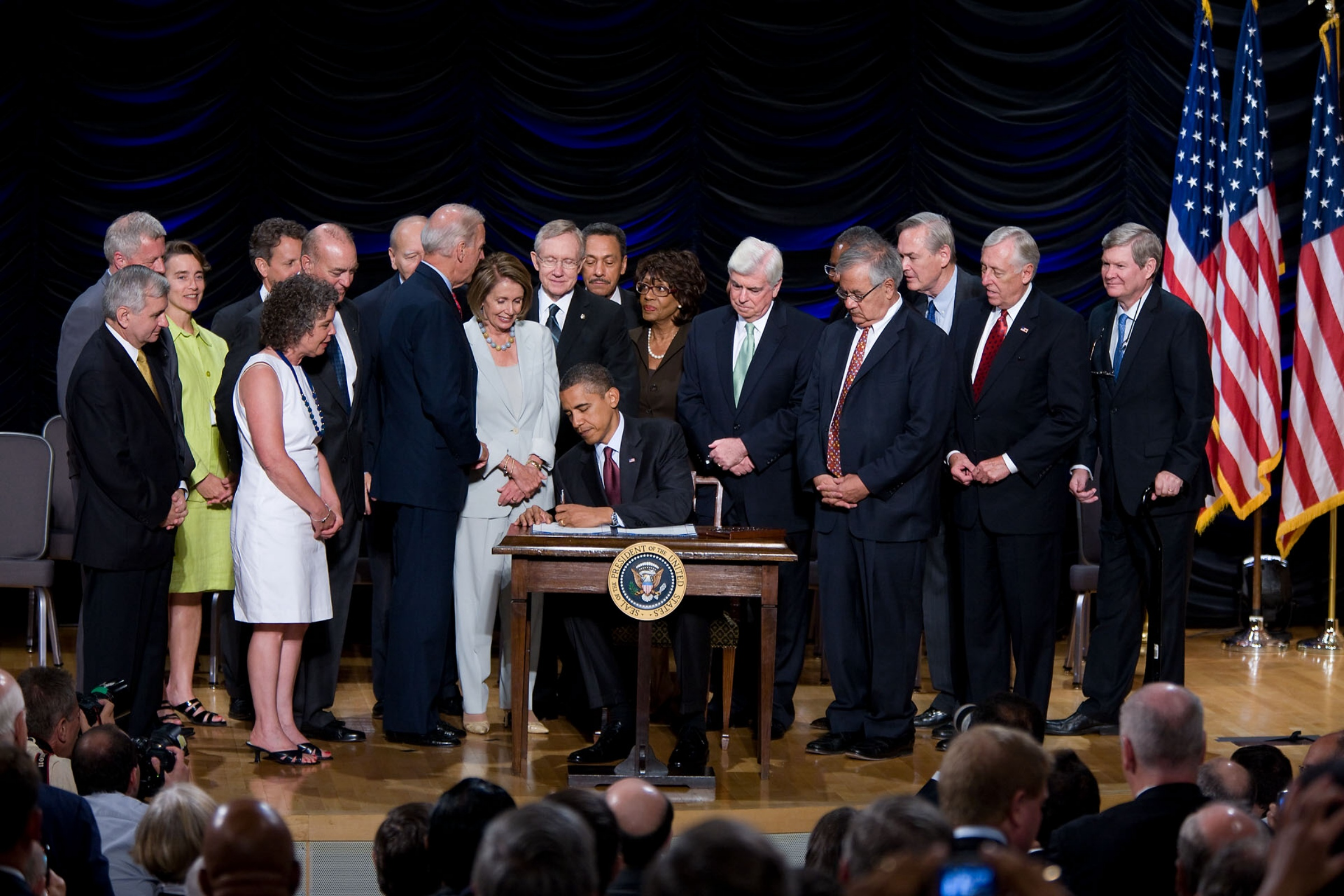
Signature de la loi le 21 juillet 2010 par le président des États-Unis Barack Obama.

Selon une firme d'avocats, la loi requiert que les agences de régulation élaborent 243 règlements, commandent 67 études et rédigent 22 rapports périodiques différents. Le professeur Ibrahim Warde écrit, lui, que « la loi Dodd-Frank impliquerait la rédaction par dix agences gouvernementales différentes de cinq cent trente-trois nouvelles régulations, soixante enquêtes et quatre-vingt-quatorze rapports, dans un délai de trois mois à quatre ans ». Devant l'ampleur de ces réformes, le cabinet Davis Polk & Wardwell (en) a mis en place une base de données accessible par abonnement, le Davis Polk Regulatory Tracker, visant à suivre leur mise en œuvre. 
Parmi les dispositions majeures de la loi :
- la création de nouvelles agences de réglementation, en particulier le Financial Stability Oversight Council (en) (FSOC), l'Office of Financial Research (en), dépendant du département du Trésor et le Bureau of Consumer Financial Protection ; la suppression de l'Office of Thrift Supervision (en), créée en 1989 après la crise des Savings and loan ; les pouvoirs des agences existantes, et notamment de la Securities and Exchange Commission (SEC), chargée de la surveillance de Wall Street, sont modifiés et renforcés ;
- la réforme du Federal Reserve Act (en) de 1913 créant la Réserve fédérale, laquelle devient, entre autres, responsable de la supervision des non-bank financial institutions, à savoir les institutions financières engagées dans certaines activités bancaires sans être formellement enregistrées comme banque ;
- la limitation importante de l'investissement des banques dans des fonds de pension ou de capital-risque (règle Volcker) ;
- une modification majeure du régime des produits dérivés financiers, créés à l'issue de la vague de déréglementation des marchés ;
- des protections renforcées pour le consommateur et l'actionnaire ;
- des protections renforcées pour les demandeurs de crédit, notamment en matière immobilière (leur manque fut la cause immédiate et plus apparente de la crise des subprimes).

### Titre I - Stabilité financière
Le Titre I créé deux nouvelles — et puissantes — agences de réglementation, le Financial Stability Oversight Council (en) (FSOC) et l'Office of Financial Research (en), dépendant toutes deux du département du Trésor.
Le secrétaire général du FSOC est le secrétaire du Trésor, tandis que le président du conseil d'administration du Bureau sur la recherche financière est nommé par le Président des États-Unis, après agrément du Sénat, pour un mandat de six ans.
Le FSOC poursuit trois objectifs :
- l'identification des risques pesant sur la stabilité financière des États-Unis et provenant tant des institutions financières et que des institutions non-financières ;
- favoriser la discipline des marchés en éliminant l'idée qu'en cas de défaut, le gouvernement les protégeraient des pertes (en d'autres termes, lutter contre le too big to fail) ;
- répondre aux menaces émergentes sur la stabilité du système financier des États-Unis.

Il met en œuvre ces objectifs en rassemblant des données et en surveillant les marchés, ainsi qu'en proposant aux agences de réglementation des normes à adopter. Il peut contraindre la Réserve fédérale à superviser des institutions financières jugées « à risque ». De façon générale, aux côtés de l'Office of Financial Research, il a un rôle de coordination des différentes agences de réglementation.
Le FSOC a des pouvoirs très larges, apparents d'abord dans son budget: non seulement il n'est pas soumis au Federal Advisory Committee Act (en) de 1972 visant à limiter la création d'agences indépendantes, mais son budget est quasiment illimité. Tout comme l'Office of Financial Research, il tire en effet ses ressources des autres départements et agences, et peut par exemple employer à son compte n'importe quel fonctionnaire fédéral, lequel demeure salarié par son agence d'origine. Toute autre dépense du FSOC est prise en charge par l'Office of Financial Research.
Il peut exiger des informations de toute agence de réglementation, et demander à l'Office of Financial Research d'enquêter sur les compagnies financières et/ou bancaires. Divisé en un centre de données et un Research and Analysis Center, l'OFR possède un pouvoir juridique de subpoena permettant d'exiger d'une institution financière tout document pertinent.
Le FSOC conseille le Congrès et la Réserve fédérale sur les sujets intéressants la stabilité financière, et adresse au Congrès un rapport régulier sur l'état du système financier américain. Avec l'accord des 2/3 de ses membres ayant un pouvoir de vote, le secrétaire du FSOC peut placer une institution financière sous la supervision de la Réserve fédérale si celle-là est considérée comme « à risque ». Par ailleurs, sous certaines conditions, il peut exiger que la Réserve fédérale renforce ses règles concernant la finance.
Afin de préserver l'équilibre des pouvoirs, le FSOC lui-même, ainsi que ses membres, est cependant soumis à tout instant à la possibilité d'un audit par le Comptroller General of the United States (en), directeur du Government Accountability Office (GAO), lequel constitue depuis le Budget and Accounting Act (en) de 1921 l'organe d'audit du Congrès.

### Titre II - Orderly Liquidation Authority
Les procédures de liquidation judiciaire sont étendues à des firmes qui n'y étaient pas assujetties, et notamment à celles qui ne dépendaient pas, pour cette procédure, de la Federal Deposit Insurance Company (FDIC) ou de la Securities Investor Protection Corporation. Outre les banques et certaines autres institutions financières (insured depository institutions and securities companies), ces procédures peuvent donc désormais concerner notamment les compagnies d'assurances et les institutions financières non-bancaires. Un fonds spécial, attribué au FDIC, est établi afin de financer ces liquidations supplémentaires.
Ces procédures prévoient les étapes à prendre dans le cas où un acheteur ou un vendeur de produits dérivés de gré-à-gré fera faillite. La CFTC a émis deux propositions de décret de loi,, qui sont ouvertes aux commentaires publics, et dont la version finale sera publiée avant la fin 2011. La CFTC prévoit deux cas différents : la première pour les produits dérivés exécutés via une chambre de compensation et ceux qui ne l'ont pas été.
Dans le deuxième cas, la CFTC propose que les Swap Dealers et Major Swap Participants devront prévoir des clauses dans leurs contrats qui indiquent à leur client le fonctionnement de cette autorité de liquidation et comment se comporteraient les swaps qui n’ont pas été exécutés dans une chambre de compensation dans le cas de la faillite d’une des deux contreparties. Ainsi, le Dodd-Frank Act prévoit que dans ce cas la FDIC possède un délai d’un jour ouvré pour transférer ce swap auprès d’un membre tiers qui pourrait remplacer la position du membre en faillite. Les deux membres du swap doivent donner leur accord à cette tierce personne pour que le transfert de swap ait bien lieu. Le but du législateur est d’offrir un processus au système financier pour éviter des ventes rapides à des prix inférieurs aux prix de marché, ce qui engendre de fortes pertes pour l’entité qui se déclare en cessation de paiement et qui engendre aussi des perturbations sur les marchés financiers en forçant cette institution à dénouer certaines positions.

### Titre III - Transfert de pouvoirs auComptroller, à la FDIC et à la FED
L'organisation des agences de règlementation est revue. Les pouvoirs de l'Office of Thrift Supervision (en), dissout, sont transférés à la Réserve fédérale.
L'augmentation des fonds de la FDIC permettant la garantie des dépôts bancaires de 100 000 à 250 000 dollars, mise en œuvre par le plan Paulson de 2008, est pérennisée. Il en va de même du fonds de garantie des dépôts géré par le National Credit Union Share Insurance Fund (en), qui doit protéger les clients en cas de défaillance de leur banque coopérative.

### Titre IV - Régulation des conseillers des fonds de pension et autres
L'activité des fonds de pension est davantage régulée. En particulier, les conseillers de ces fonds doivent transmettre davantage d'informations aux agences de réglementation. La loi modifie la définition de l'accredited investor (en), notion établie par le Securities Act, et qui définit les investisseurs autorisés à s'impliquer dans des activités d'investissement jugées « à risque. »
Le chapitre IV du Dodd-Frank Act modifie en profondeur le cadre réglementaire des conseilleurs auprès de fonds d’investisseurs privés. Il pourrait aboutir, selon les décisions de rulemaking de la SEC et de la CFTC, à l’enregistrement de nombreux conseillers en placement qui n'étaient pas inscrits jusqu'à maintenant, notamment des conseillers non américains de fonds non américains.
La régulation proposée par la CFTC propose l’instauration de deux degrés différents de régulation, entre d’une part les fonds possédant plus de 500 millions de dollars d’actifs, et les fonds plus petits, soumis à moins de régulation. Dans chaque catégorie, des informations sur leurs positions, leurs effets seront envoyées à la CFTC. Ces données seront confidentielles et permettront à la commission de mieux estimer le risque sur les marchés. La commission a déjà estimé que seule une minorité des fonds seraient soumis au degré le plus important de régulation, mais que cela permettrait de surveiller une part importante de la capitalisation mondiale des hedge funds.
Pour les fonds dont les actifs sont inférieurs à la limite prévue, leurs conseillers auront à remplir une fois par an le formulaire PF, qui indiquerait des informations de base sur leur fonds : taille, effet de levier, lignes de crédit, concentration des actionnaires. Pour les fonds supérieurs à la limite, ils auront à remplir le même formulaire PF, mais avec des spécificités bien plus importantes. Ils devront fournir le montant de leurs investissements nets et agrégés dans différentes classes d’actifs et par répartition géographique.
De grandes sociétés de gestion alternative ont commenté cette proposition. Selon Fidelity Investments et BlackRock, deux des sociétés de gestion d’actifs les plus importantes au monde, les informations à envoyer à la CFTC via le formulaire PF couteront cher à récolter. Ils proposent que la CFTC reconsidère le montant des fonds sous gestion à partir duquel un fonds doit communiquer ces informations détaillées. Ils proposent aussi que la CFTC et la SEC mettent au point un formulaire commun plutôt que d’avoir à remplir des formulaires différents pour ces deux agences.

### Titre V - Assurances
Ce titre est divisé en deux sous-sections, parfois appelées Loi de 2010 sur le Federal Insurance Office et Nonadmitted and Reinsurance Reform Act de 2010.
La première section crée le Federal Insurance Office (FIO), dépendant du département du Trésor (le secrétaire au Trésor en nomme le président) et chargé de surveiller l'activité des compagnies d'assurances, à l'exception des assurances santé et des assurances sur les récoltes. Le FIO doit aussi favoriser l'accès des classes défavorisées à ces services (hormis concernant la santé qui ne relève pas de lui et qui ont été profondément réformés par le Patient Protection and Affordable Care Act de 2010). Il est aussi chargé de la gestion du Terrorism Insurance Program établi par le Terrorism Risk Insurance Act (en) de novembre 2002 et qui visait à favoriser les assurances contre le risque terroriste.

### Titre VI - Améliorations de la régulation (ou leVolcker Rule)
Le titre VI, « Améliorations de la régulation », applique le dit Volcker Rule, du nom de l'ex-secrétaire de la Réserve fédérale, qui prend la forme de l'amendement Merkley-Levin. Celui-ci vise à limiter les investissements spéculatifs des banques, considérés comme ayant joué un rôle central dans l'éclatement de la crise financière.
Le scandale des CDO « Abacus » de la banque Goldman Sachs, qui avait parié à la baisse les subprimes tout en encourageant ses clients à investir dedans, jouant de fait double jeu, a fortement influencé le législateur lors de l'adoption de la règle Volcker. De fait, le jour même de la signature de la loi, Goldman Sachs acceptait de payer 550 millions de dollars d'amende (une portion infime de ses bénéfices) à la SEC en échange de l'abandon des poursuites .
Ce volet interdit aux « entités bancaires » (incluant en l'espèce les assurances et firmes contrôlant des assurances) d'entrer à hauteur de plus de 3 % du capital des fonds de pension ou des fonds de capital-investissement. Le montant total des investissements d'une banque dans de tels fonds est lui aussi strictement limité, à proportion de son fonds de liquidités, et ce afin d'éviter des défauts de paiement de la banque qui serait incapable de faire face aux retraits bancaires à la suite de l'effondrement d'un fonds spéculatif.
Cette règle est le fruit d'un compromis entre ceux qui voulaient revenir à la séparation entre banque de dépôt et banque d'investissement exigée par le Glass-Steagall Act de 1933, disposition qui avait été abrogée par le Gramm-Leach-Bliley Act Financial Services Modernization Act de 1999, et ceux qui affirmaient que cela allait nuire à la compétitivité du secteur bancaire américain vis-à-vis de son homologue européen, autorisé à cumuler ces activités .

### Titre VII - Wall Street Transparency & Accountability
Le titre VII met en place une régulation des produits dérivés vendus de gré-à-gré (dits produits OTC). Cette régulation est effectuée principalement par la CFTC et la SEC et prend la forme de trois missions principales.
Premièrement, la régulation des vendeurs et acheteurs importants de swaps. Ces sociétés vont faire l’objet d'exigences en capital et en appels de marge plus importants que dans le passé. Elles soumettront aussi des informations régulièrement à la CFTC, ce qui permettra à cette agence de mieux comprendre l’influence des produits dérivés sur le système financier. Dans les décrets d'application publiés par la CFTC, ces entités seront régulées sous deux catégories, les Swap Dealers (SD) et les Major Swap Participants (MSP).
Deuxièmement, l’obligation de centraliser certaines opérations de swaps dans des chambres de compensation et de poster de l’argent ou un collatéral dans un compte de marge, à la manière de ce qui se fait déjà dans certains marchés (futures financiers ou de matières premières). Les produits OTC standardisés seront soumis à ces opérations de centralisation, mais les produits OTC non-standardisés ne le seront pas. Une part importante des produits OTC négociés (notamment les interest-rate swaps, CDS sur des indices, obligations, actions d’entreprise) sont déjà quasiment standardisés et une certaine partie est déjà échangée par le biais de chambres de compensation.
Troisièmement, les autorités de régulation vont collecter des informations sur les prix et les volumes des échanges. Ces données seront collectées par des Swap Data Repository. Les prix des produits OTC standardisés seront rendus publics, ce qui, selon la CFTC, augmentera la transparence et favorisera la concurrence.
Il est inclus dans cette section un article de loi concernant la push-out rule. Cet article de loi controversé a été introduit par Blanche Lincoln, une sénatrice démocrate qui est engagée en faveur d’une plus grande régulation des institutions financières. L’article qu’elle a introduit stipule qu’une société qui est définie comme swap dealer ne pourra pas bénéficier d’assistance fédérale, notamment de la discount window de la Fed, ainsi que de l’assurance fédérale de la FDIC sur les fonds de ses clients. Cet article vise à créer des entités juridiques différentes au sein des banques commerciales, pour éviter que les pertes sur les produits dérivés n’aient un impact négatif sur les fonds déposés par les clients. Une banque commerciale qui crée une entité juridique spécialisée en produits dérivés pourra continuer de bénéficier de l’assistance de la Fed et la FDIC.

#### Les chambres de compensation
Les chambres de compensation (CC) jouent un rôle important dans la législation du chapitre VII du Dodd-Frank Act, puisqu'elles ont le rôle de faire baisser le risque de contagion financière lors d'une crise. Avant le Dodd-Frank Act, plusieurs types de produits dérivés OTC étaient déjà soumis à ce régime (notamment les produits dits interest-rate swaps, dont certains sont aujourd'hui exécutés via LCH.Clearnet). Cette loi obligera autour de 60 % des produits dérivés OTC à rentrer dans ce régime, et impose certaines conditions aux chambres de compensation. La CFTC est en cours d'écriture de ces décrets d'application de ces lois, donc voici les caractéristiques :
Chaque CC devra mettre en place un comité consultatif de gestion des risques. Lorsque le conseil d’administration rejettera une recommandation de ce comité consultatif, il devra en notifier la CFTC sous 30 jours. Chaque CC devra aussi mettre en place des programmes qui détaillent la gouvernance d’entreprise auprès du régulateur et publier un résumé de ces informations au public.
La CFTC souhaite éviter que les CC ne soient contrôlées par un groupe de sociétés qui les placent en conflit d'intérêts. Elle souhaite plutôt que ces structures soient ouvertes au plus grand nombre, pour offrir des prestations à un prix compétitif. La CFTC a proposé deux systèmes concurrents pour réguler l’actionnariat des CC. Chaque CC pourra choisir l’un des deux systèmes suivants:
- que la limite détenue par chaque actionnaire soit plafonnée à hauteur de 5 % des droits de vote
- ou que la limite détenue par un actionnaire soit plafonnée à hauteur de 20 % des droits de vote, mais qu’en actionnariat agrégé la part des banques et institutions financières de taille importante soit limitée à 40 % des droits de vote.

#### La collecte et diffusion de données de swaps
Le Dodd-Frank Act créé un nouveau type d’entité, le Swap Data Repository (SDR). Ces entités sont supposées collecter des informations sur les swaps (liquidité, volume des transactions, management du risque, …). La CFTC est en cours d'écriture des décrets d'applications concernant la collecte de l'information en temps réel, leur transmission, la protection de la confidentialité des données, l’accès des régulateurs à ces données et le développement de plans d’actions cas d’urgence.
La CFTC a voté une loi définitive le 4 août concernant certains de ces aspects. Les SDR n’ont pas pour rôle de vérifier l’information qui leur est transmise par une chambre de compensation ou un échange, mais juste d’enregistrer cette information. Les SDR doivent diffuser en temps réel des informations sur les contrats OTC standardisés qui sont vendus sur des échanges. Quant à l’accès aux informations, seulement un régulateur aura accès à des informations privées, tant qu’il agit dans le domaine de sa compétence juridique et signe une clause de confidentialité. Par ailleurs, deux parties ayant pris part à un swap peuvent accéder aux données de celui-ci au SDR. Ces entités ne pourront pas faire un usage commercial de leurs données en temps réel avant qu'une autorisation de diffusion de ces données ne leur soit fournie.
La CFTC propose que les produits dérivés OTC qui ont été signés avant ou récemment après le Dodd-Frank Act, et toujours en activité, devront faire l’objet d’une communication limitée auprès des SDR. Les données à fournir concerneront le type de contrat et les principales composantes financières du swap (sous-jacent, maturité, dates des paiements principaux, etc.).
Pour les produits dérivés OTC signés après la signature du décret d'application final, les informations qui sont à conserver par les entités concernées sont plus importantes, car cela va de l’information pre-swap à post-swap, ainsi qu’une information renforcée pour les entités financières (obligation d’enregistrer toutes les conversations audio, de conserver des e-mails et toute communication écrite ayant donné lieu à la vente ou l’achat d’un swap). Pour ce type de swaps, le langage utilisé dans la proposition de loi indique que la transmission et publication des données se fera en temps réel. L’obligation d’enregistrer et de stocker toute forme de communication orale et écrite semble tout à fait impossible à mettre en œuvre, à un prix raisonnable, pour de nombreuses sociétés qui ont laissé des commentaires publics sur le site de la CFTC. Plusieurs sociétés de lobbying (la National Introducing Brokers Association, la Futures Industry Association, la National Futures Association), plusieurs opérateurs de bourse (ICE, MGEX, CME Group) ainsi que Barclays Capital ont envoyé des commentaires où ils estiment que la commission a fait fausse route sur ce sujet. Le projet proposé est très couteux, estiment-ils. Barclays Capital déclare qu’il s’échange entre 2,5 et 3 millions d’emails par jour sur leurs serveurs informatiques. Un système de stockage, même s’il élimine les doublons et les messages inutiles, devra nécessiter des espaces de stockage faramineux.
Le Dodd-Frank Act a prévu que des données sur le marché des swaps soient rendues publiques pour apporter plus de visibilité à un marché qui est perçu comme opaque. Dans ce cadre, la CFTC propose d'obliger les SDR à la publication en temps réel des données concernant la vente de produits dérivés OTC. Les données qui devront être communiquées en temps réel sont : le type de contrat, le sous-jacent, la fréquence des paiements et d’autres informations clés. Pour les contrats standardisés, la diffusion de l’information devra se faire en moins de quinze minutes. Pour les contrats de taille importante, la commission a demandé que les commentaires publics se penchent sur le sujet afin de faire un choix adéquat. Les block trades ou les contrats d’une taille notionnelle importante pourront recevoir un délai supplémentaire de 15 minutes pour leur transmission.

### Titre VIII - Payment, Clearing and Settlement Supervision
Le titre VIII élargit les missions de la Réserve fédérale concernant la surveillance du risque systémique en matière financière.

### Titre IX - Protections des investisseurs et amélioration à la régulation dessecurities(valeurs mobilières)
Le titre IX, aussi appelé Investor Protection and Securities Reform Act of 2010 (en), réforme les pouvoirs et attributions de la Securities and Exchange Commission (SEC), des organismes de notation financière et réforme les règles concernant les relations entre les courtiers et leurs clients.
L'amendement qui aurait autorisé la SEC à fixer son propre budget, à l'instar de ce que fait la Federal Deposit Insurance Corporation (FDIC), a été repoussé, en grande partie à la suite des efforts du sénateur républicain Richard Shelby, qui considérait que ceci aurait affranchi la SEC de l'autorité du Congrès .
Ce titre est divisé en plusieurs sections:
- Sous-titre A: Increasing Investor Protection (Augmenter la protection des investisseurs)
- Sous-titre B: Increasing Regulatory Enforcement and Remedies (Améliorer les remèdes et l'application des règlements)
- Sous-titre C: Improvements to the Regulation of Credit Rating Agencies (Améliorations à la régulation des agences de notation financière)
- Sous-titre D: Improvements to the Asset-Backed Securitization Process
- Sous-titre E: Accountability and Executive Compensation
- Sous-titre F: Improvements to the Management of the Securities and Exchange Commission
- Sous-titre G: Strengthening Corporate Governance
- Sous-titre H: Municipal Securities
- Sous-titre I: Public Company Accounting Oversight Board, Portfolio Margining, and Other Matters
- Sous-tire J: Securities and Exchange Commission Match Funding

Un peu sur le modèle du False Claims Act, le sous-titre B inclut une disposition concernant les whistleblowers, mais uniquement dans le domaine privé. Les règles sur le sujet sont en cours d'examen par la SEC et font l'objet d'un intense lobbying de la part des institutions financières. Tout lanceur d'alerte fournissant des informations utiles à la SEC et permettant à celle-ci de sanctionner des illégalités bénéficie ainsi d'un montant d'entre 10 à 30 % de l'amende si celle-ci dépasse un million de dollars. La version finale de cette loi a été signée le 25 mai 2011 par la SEC et le 4 août 2011 par la CFTC. 
La loi finale a été modifiée pour prendre en compte les commentaires de l'industrie financière. La version finale de la loi offre une prime pour les salariés qui rendent compte des infractions à leur hiérarchie avant de notifier la CFTC ou la SEC, alors que la version initiale ne tenait pas compte du reporting interne. Aussi, la proposition finale empêche à un expert-comptable de bénéficier de ce régime, car cela pourrait inciter ces derniers à favoriser leurs intérêts avant ceux de leurs clients. Les incitations financières pour les donneurs d’alerte ont été maintenues dans la version finale, c’est-à-dire qu’un lanceur d’alerte recevrait entre 10 % et 30 % de la somme finale qui est recouvrée par les autorités si ce montant excède le million de dollars.
Par ailleurs, il met la SEC hors du champ du Freedom of Information Act (FOIA) en l'autorisant à ne pas dévoiler des informations obtenues dans le cadre de ses enquêtes, ce qui vise à rassurer les entités visées en les encourageant à dévoiler toute donnée utile. 
Le sous-titre E inclut une disposition dite de say on pay, permettant aux actionnaires de voter concernant la rémunération des membres du conseil d'administration ; ce vote n'est cependant pas contraignant et n'a qu'un rôle consultatif . De manière générale, des dispositions visent à améliorer l'information des actionnaires et à contraindre le conseil d'administration à fournir celle-ci.

### Titre X - Bureau de la Protection financière du consommateur
Un Bureau de la Protection financière du consommateur est créé au sein de la Réserve fédérale, chargé entre autres de promouvoir l'accès équitable au crédit.

### Titre XII - Amélioration de l'accès aux institutions financièresmainstream
Ce titre vise à favoriser l'accès des classes populaires et moyennes aux institutions financières majeures ; en d'autres termes, il vise à rendre effectif, par exemple, le droit au compte dans une banque protégée au niveau fédéral ; à obtenir des microcrédits (en dessous de 2 500 dollars) ; et à promouvoir le conseil et l'information en matière financière.

### Titre XIII -Pay It Back Act
Ce titre modifie le Emergency Economic Stabilization Act of 2008, disposition législative majeure du Plan Paulson, en limitant les fonds du Troubled Asset Relief Program (TARP) par lequel l'État fédéral avait évité la faillite de nombreuses banques en rachetant leurs actifs. Le nom du titre lui-même se réfère aux coûts que cette opération de sauvetage du système financier avait fait peser sur le contribuable. Les fonds passent ainsi de 700 milliards de dollars à 475 milliards.

### Titre XIV - Loi sur la réforme des hypothèques et contre les pratiques prédatrices de prêt
Ce titre concerne les hypothèques et vise à prévenir la répétition des erreurs ayant mené à la crise des subprimes. Les prestataires de prêts devront s'assurer et vérifier que l'emprunteur a les moyens de rembourser son crédit. Un standard minimum pour le crédit immobilier doit être établi.

### Titre XV: Dispositions diverses

#### Restrictions sur l'accord américain aux prêts du FMI
La loi demande au directeur exécutif américain du Fonds monétaire international d'évaluer les prêts du FMI si la quantité du prêt excède le PNB brut du pays et/ou si le pays n'est pas éligible à une aide de l'Association internationale de développement (AID, organisme dépendant de la Banque mondiale). On lui demande de s'opposer à tout prêt pour lequel le remboursement demeure peu probable.

#### Transparence concernant les matériaux conflictuels dans ou près de la République démocratique du Congo
La SEC est chargée d'élaborer des règlements afin de prendre en compte des matériaux ou matières premières issues de zones conflictuelles (à l'instar des diamants de conflits) et d'évaluer si les matières premières issues de la République démocratique du Congo (RDC) ou de zones à proximité profitent à des groupes armés.
Le secrétaire d'État et l'administrateur de l'Agence des États-Unis pour le développement international (US AID) doivent développer une stratégie visant à répondre aux liens entre les violations des droits de l'homme, les groupes armés, les exploitations minières et les produits commerciaux, et promouvoir la paix et la sécurité en RDC.

#### Rapport sur la sécurité des mines
La loi exige que la SEC enquête sur la sécurité des mines, le respect des règlements, les abus et violations, etc., afin de déterminer s'il existe un schéma général (pattern) de violations. Cet amendement intervient alors que les États-Unis connaissaient l'un de leurs plus graves accidents de mine, avec la catastrophe de Massey Energy en avril 2010.

#### Déclarations de paiements dans l'acquisition de licences concernant le pétrole, le gaz et les minéraux
Le Securities Exchange Act est modifié afin d'exiger que les paiements liés à l'acquisition de licences d'exploration, de production, etc., soient rendus publics.

## Remise en cause et assouplissement sous laprésidence de Donald Trump
Dans l'hebdomadaire Politis du 9 au 15 février 2017, Denis Sieffert a écrit : « Le 3 février, Donald Trump a signé deux décrets qui remettent en cause la loi Dodd-Frank » ce qui « encourage ainsi les banques à reprendre des pratiques spéculatives qui avaient été modérées après la crise de 2008 ».
Après l’adoption d’un projet de loi par le Sénat américain le 14 mars 2018, assouplissant les réglementations financières et réduisant la surveillance exercée sur les banques dont l’actif est inférieur à 250 milliards de dollars, elle est votée à la Chambre des Représentants le 22 mai 2018, avec une confortable avance de 99 voix. Promesse de Donald Trump, celui-ci indiqua, lors de la promulgation de la loi 2 jours plus tard : « Les lois que je signe aujourd’hui invalident les réglementations Dodd-Frank qui écrasent les petites banques et les organismes de crédit, qui sont dans un triste état. Ils devraient être régulés afin de leur assurer la sécurité, comme au temps de leur grandeur passée [...] ». Ces nouvelles lois protégeraient les banques face à une régulation excessive, en détruisant les protections du marché financier imposées après la crise de 2008.